# Epidendrum denticulatum
Epidendrum denticulatum es una especie de orquídea epífita del género Epidendrum. 

## Descripción
Es una orquídea  de tamaño medio, que prefiere el clima cálido al frío. Tiene hábitos terrestres o epífitas con un robusto tallo erecto, alargado, cilíndrico, con forma de caña que llevan 10 a 16 hojas, gruesas, correosas. Florece desde el invierno hasta finales de verano en una inflorescencia apical, con muchas flores con flores de colores diferentes. Como la mayoría de los Epidendrums del grupo Amphyglottidae, puede crecer fácilmente en el suelo y pronto se convierte en un ejemplar de planta  enorme. Se puede distinguir de otras especies similares debido a los dos callos redondeados amarillos en el labio. Hay varios colores diferentes en esta especie.

## Distribución y hábitat
Se encuentra en Brasil, a pleno sol, donde se encuentran con bastante frecuencia desde Pernambuco hasta Río Grande do Sul y se supone que también en Uruguay a una altitud de 1000 metros en matorral seco.

## Taxonomía
Epidendrum denticulatum fue descrita por João Barbosa Rodrigues  y publicado en Genera et Species Orchidearum Novarum 2: 143. 1881.
Etimología
Ver: Epidendrum
denticulatum: epíteto latino que significa "con pequeños dientes".